# DWA Records
DWA Records é uma gravadora italiana, fundada por Roberto Zanetti, .
Em 1980 Roberto Zanetti embarcou como compositor, criando músicas em parceria com Zucchero Fornaciari. Três anos depois, em 1983, Roberto — com o nome artístico de Savage — compôs, produziu e lançou seu primeiro disco dance, denominado Don’t Cry Tonight. A música principal virou hit, primeiro na Itália e depois no resto da Europa. Depois de turnês mundo afora, ele decidiu sedimentar sua carreira como produtor criando um studio de gravação (Casablanca Recordings). Mais tarde estabelece seu próprio selo, a DWA Records.
A gravadora lançou artistas famosos da Eurodance, como Ice MC, Corona, Alexia,Gottsha, Double You, Eliza G, entre outros.